# Zhutuo
Zhutuo (kinesiska: 朱沱) är en köping i sydvästra Kina. Den ligger i stadsdistriktet Yongchuan i storstadsområdet Chongqing, omkring 92 kilometer sydväst om det centrala stadsdistriktet Yuzhong.
Antalet invånare är 58 262. Befolkningen består av 29 407 kvinnor och 28 855 män. Barn under 15 år utgör 24,0 %, vuxna 15-64 år 59 %, och äldre över 65 år 15,0 %.
Vid Zhutuo finns den arkeologiskt utgrävningsplatsen Handong.